# Sotanostenochrus cookei
Espèce
Synonymes
- Schizomus cookei Rowland, 1971

Sotanostenochrus cookei est une espèce de schizomides de la famille des Hubbardiidae.

## Distribution
Cette espèce est endémique de l'État de San Luis Potosí au Mexique,. Elle se rencontre dans les grottes Sótano de la Tinaja et Sótano de Yerbaniz.

## Description
Les mâles mesurent de 4,08 à 4,32 mm et les femelles de 4,48 à 4,62 mm.

## Étymologie
Cette espèce est nommée en l'honneur de John A. L. Cooke.

## Publication originale
- Rowland, 1971 : New species of schizomids (Arachnida, Schizomida) from Mexican caves. Association For Mexican Cave Studies Bulletin, no 4, p. 117-126.